# Самоокупаемость
Самоокупаемость — принцип ведения хозяйственной деятельности, предполагающий полное возмещение всех затрат на производство товаров, работ и услуг выручкой от их реализации.
При нормальном положении дел у производителя товаров, работ и услуг после их реализации образуется прибыль, являющаяся источником расширенного  воспроизводства.
При недостатке средств, полученных от реализации продукции, хозяйствующий субъект вынужден обращаться за кредитом или тратить («проедать») собственные средства (уставный капитал, резервные фонды).